# Scolophyllum
Scolophyllum é um género de plantas com flores pertencentes à família Linderniaceae.
A sua área de distribuição nativa é a Indochina.
Espécies:
- Scolophyllum ilicifolium (Bonati) T.Yamaz.
- Scolophyllum longitubum T.Yamaz. & Chuakul
- Scolophyllum spinifidum (Kerr ex Barnett) T.Yamaz.